# Alexander Butterfield
Pour les articles homonymes, voir Butterfield.
Alexander Butterfield (né en 1926), est un assistant de la présidence américaine sous Richard Nixon entre 1969 à 1973.
Il était l'adjoint de Bob Haldeman, secrétaire général de la Maison-Blanche. Le 13 juillet 1973, au cours du scandale du Watergate, il est l'auteur d'un coup de théâtre en révélant, devant la commission d'enquête sénatoriale, l'existence, à la Maison-Blanche, d'un système d'écoute sophistiqué.
Cette révélation, qui permet d'envisager de confirmer de précédents témoignages accusateurs, est à l'origine d'un long bras de fer entre Nixon et les enquêteurs, pour la restitution des bandes, jusqu'à la démission du président en août 1974. Butterfield n'est pas compromis dans les actes illégaux mis au jour par l'enquête. Il est administrateur de la Federal Aviation Administration de 1973 à 1975.